# Contea di Lichuan
La contea di Lichuan (黎川县S, Líchuān XiànP) è una contea della Cina, situata nella provincia di Jiangxi e amministrata dalla prefettura di Fuzhou.